# 安德魯·端納
安德魯·端納（英語：Andrew Turner，1953年10月24日—）是一位英格蘭政治人物，他的黨籍是保守黨。自2015年開始，他擔任懷特島選區選出的英國下議院議員。他擁有牛津大學基布爾學院的地理學碩士學位。